# Pic de les Canals de Sellente
El Pic de les Canals de Sellente és un cim localitzat al vessant sud dels Pirineus, a la capçalera de la vall de Cardós, en el municipi de Lladorre, a la comarca del Pallars Sobirà, dins l'àrea protegida del Parc Natural de l'Alt Pirineu. La seva altitud és de 2.356,3 metres, i està situat al massís limitat per la conca del riu de Sellente i els seus afluents a l'oest i el sud, i per la conca del riu de Broate i els seus afluents pel nord i l'oest.